# مشت ستاره شمالی
مشت ستاره شمالی (به انگلیسی: Fist of the North Star) مجموعه مانگا ژاپنی است که توسط برونسون نوشته شده و توسط تتسو هارا تصویرگری شده است که از سال ۱۹۸۳ تا ۱۹۸۸ در هفته‌نامه شونن جامپ در ۲۴۵ شماره منتشر شد و تاکنون در ۲۷ جلد تانکوبون گردآوری شده است. داستان در جهان پسا-آخرالزمانی پس از یک جنگ هسته‌ای جریان دارد و دربارهٔ جنگجویی به نام کنشیرو است که این توانایی را دارد تا با ضربه زدن به نقاط فشار مخالفان خود را بکشد. هر ضربه او اغلب منجر به مرگ فوق‌العاده خشونت‌آمیز و وحشتناک می‌شود. کنشیرو زندگی خود را وقف مبارزه با باندها، راهزنان و جنگ سالاران مختلف می‌کند که جان افراد بی دفاع و بی گناه و همچنین رزمی کاران رقیب را تهدید می‌کنند.
دو مجموعه تلویزیونی انیمه اقتباسی ساخته استودیو توئی انیمیشن از سال ۱۹۸۴ تا ۱۹۸۸ در شبکه فوجی تلویژن در ۱۵۲ قسمت پخش شد. از آن زمان چندین فیلم سینمایی انیمه، یک فیلم لایو اکشن، اووی‌ای، بازی‌های ویدیویی و مجموعه ای از اسپین آف‌ها با محوریت شخصیت‌های فرعی داستان منتشر شده‌اند.
مشت ستاره شمالی بیش از ۱۰۰ میلیون نسخه فروخته و آن را به یکی از پرفروش‌ترین مجموعه‌های مانگا در تمام دوران تبدیل کرده است. این اثر به عنوان یکی از تاثیرگذارترین مجموعه‌های مانگا در تمام دوران به حساب می‌آید.